# Douglas Hadow
Douglas Robert Hadow (Londen, 30 mei 1846 - Matterhorn (Zermatt), 14 juli 1865) was een Brits alpinist. Hij kwam om het leven bij de eerste beklimming van de Matterhorn.

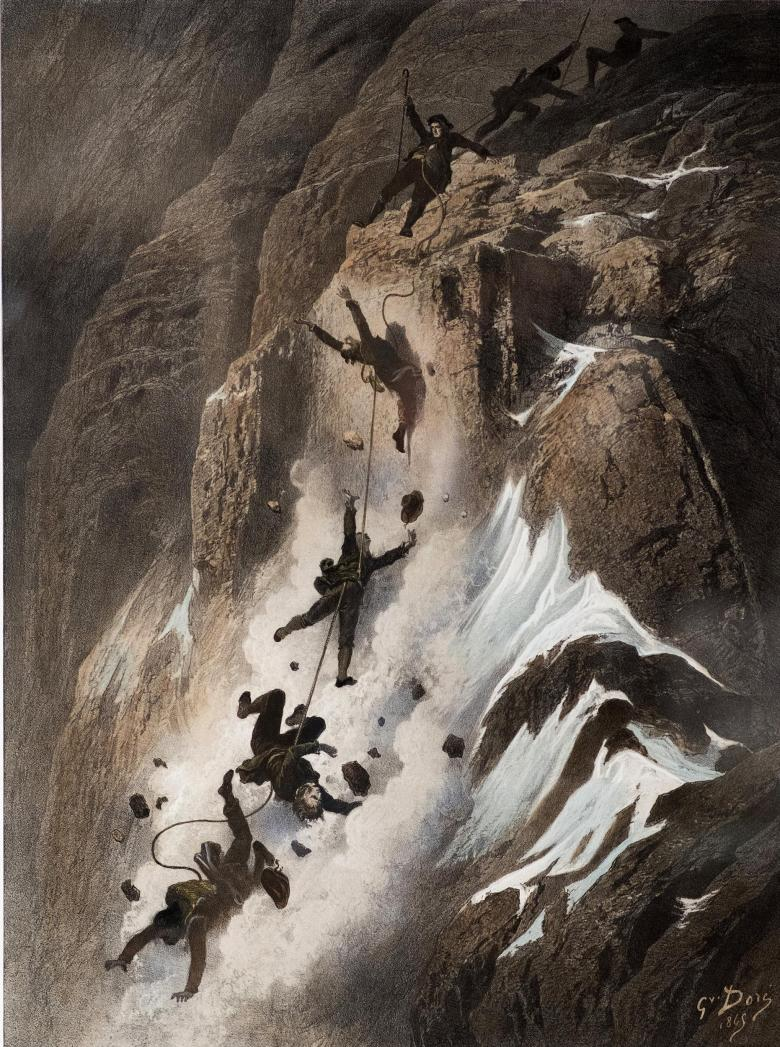
Tekening van het dodelijk ongeval op de Matterhorn door Gustave Doré, 1865.

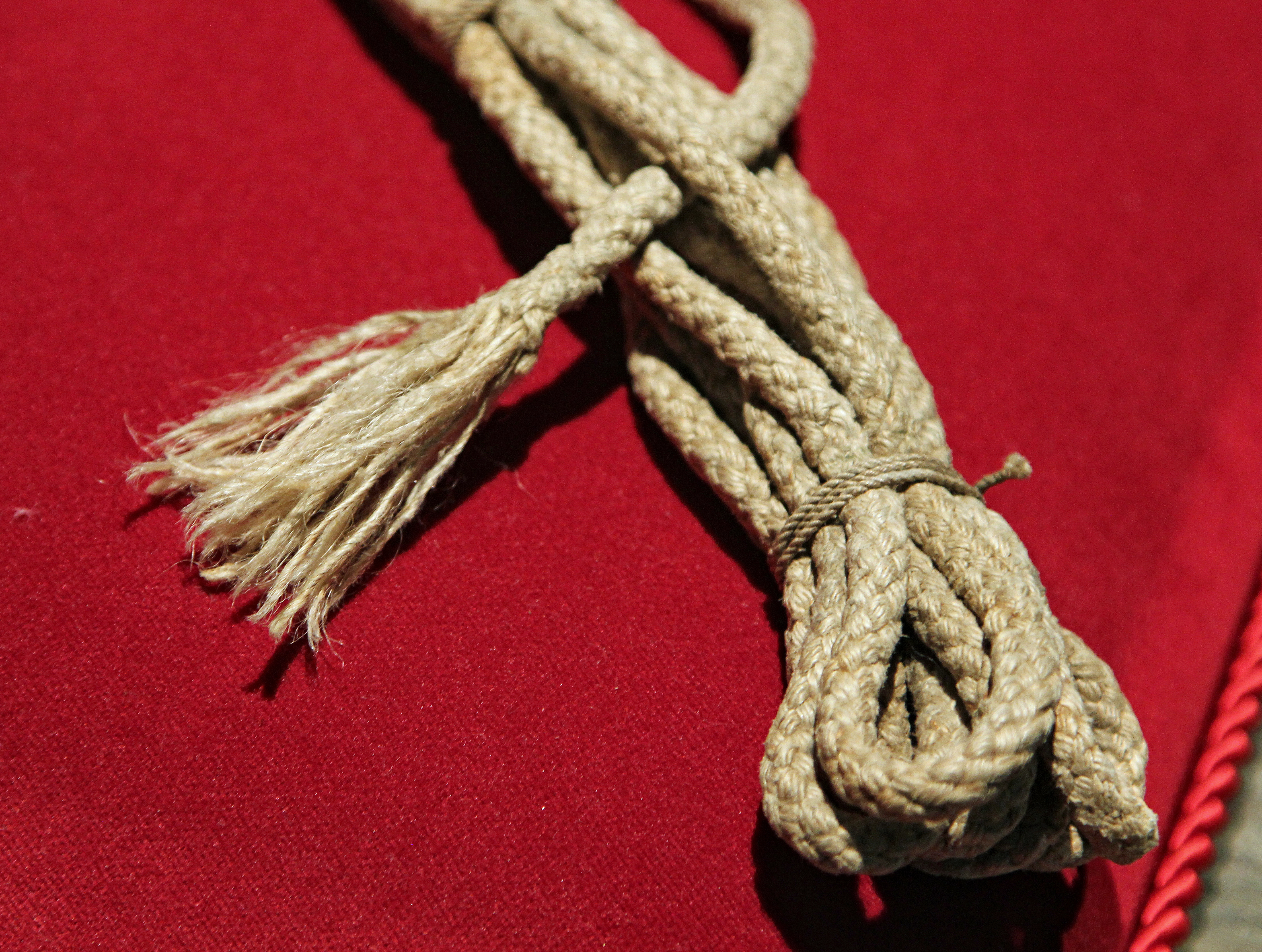
Het gescheurde touw waarmee de alpinisten aan elkaar verbonden waren.

## Biografie

### Zwitserse en Franse Alpen
In 1865, toen hij negentien jaar oud was, ondernam Douglas Hadow zijn eerste bergbeklimmingen in de Alpen, in de voetsporen van de ervaren alpinist Charles Hudson. Samen hadden ze al een snelle beklimming van de Mont Blanc en een reeks andere beklimmingen achter de rug. Deze beklimmingen overtuigden alpinist Edward Whymper dat Hadow een geschikte alpinist was om deel uit te maken van zijn expeditie voor een nieuwe poging tot beklimming van de Matterhorn.

### Eerste beklimming van de Matterhorn
In juli 1865, nadat werd vernomen dat Jean-Antoine Carrel de Matterhorn wilde beklimmen langs Italiaanse zijde, besloten Francis Douglas en Whymper om samen met Charles Hudson en Douglas Hadow en hun Franse gids Michel Croz immers om een poging te wagen de top van de Matterhorn te bereiken. Op 13 juli 1865 om half vijf 's ochtends vertrok de zevenkoppige expeditie, bestaande uit Whymper, Douglas, Hudson en Hadow met hun gidsen Peter Taugwalder, diens gelijknamige zoon en Croz. De expeditie passeerde de Schwarzsee, waar tijdelijk halt werd gehouden. Op dat moment bevond de Italiaanse expeditie van Carrel zich aan de zuidelijke bergzijde op ongeveer 4.000 m hoogte. Daags nadien, op 14 juli 1865, slaagden Hudson en de anderen er echter in om via de Hörnli-route als eersten ooit de top van de Matterhorn te bereiken op 4.478 m hoogte.
Tijdens de beklimming ondervond Hadow technische moeilijkheden, wat Whymper zou hebben doen inzien dat Hadow nog te onervaren zou zijn geweest voor een beklimming zoals die van de Matterhorn. Bij de afdaling liep het echter mis. Onderweg naar beneden kwam Douglas Hadow ten val als tweede in de rij, waarbij hij Francis Douglas en ook Charles Hudson en Michel Croz, die met touw aan elkaar waren verbonden, meesleurde in zijn val. Doordat het touw brak tijdens de val tussen Francis Douglas en Peter Taugwalder, wisten Whymper en vader en zoon Taugwalder te overleven. Het viertal viel 1.400 m naar beneden en kwam in de Matterhorngletsjer terecht.
Het lichaam van Douglas Hadow werd later teruggevonden. Hij werd begraven in Zermatt. In het Matterhorn Museum is een laars van Hadow te bezichtigen, evenals het gescheurde touw waarmee de alpinisten aan elkaar verbonden waren en andere voorwerpen aangaande de eerste Matterhornbeklimming.